# Simón Rodrigo Ramírez
Simón Rodrigo Ramírez (nacido el 12 de abril de 1985 en Morón, Argentina) es un futbolista argentino que se desempeña como centrocampista.

## Clubes
| Club               | País      | Año       |
| ------------------ | --------- | --------- |
| Argentinos Juniors | Argentina | 2006      |
| El Porvenir        | Argentina | 2006-2007 |
| All Boys           | Argentina | 2007-2009 |
| Cobreloa           | Chile     | 2009      |
| Deportivo Merlo    | Argentina | 2010-2011 |
| J. J. de Urquiza   | Argentina | 2012-     |

## Palmarés
| Título                    | Club     | País      | Año  |
| ------------------------- | -------- | --------- | ---- |
| Primera "B" Metropolitana | All Boys | Argentina | 2008 |